# Кристенсен, Йенс Кристиан
Йенс Кристиан Кристенсен (дат. Jens Christian Christensen; 21 ноября 1856, Побёль, Западная Ютландия, Королевство Дания — 19 декабря 1930, Рингкёбинг, Центральная Ютландия, Королевство Дания) — датский государственный деятель, государственный министр Дании (1905—1908).

## Биография
Родился в крестьянской семье, мальчишкой был пастухом. В 1877 году, после посещения университетского колледжа Грундтвиг, а затем семинара Гедвед, получил педагогическую специальность и несколько лет работал учителем. С 1888 по 1891 год был председателем приходского совета.
В достаточно юном возрасте начал свою политическую деятельность. Изначально состоял в Либеральной партии, а в 1895 году выступил одним из основателей партии Венстре. В 1890 году он был впервые избран депутатом фолькетинга, в котором до 1924 года представлял избирательный округ Рингкёбинг. После смерти в ноябре 1891 года Кристена Берга был избран председателем реформисткой парламентской группы «Кристенсен». В 1895 году основал в качестве платформы Либеральной партии объединены «Либеральная реформа» (Venstrereformpartiet), став ее председателем. В этой роли успешно возглавлял оппозицию последнему консервативному кабинету.
В 1894—1901 годах — первый заместитель председателя фолькетинга. После победы «Венстре» и ее союзников на парламентских выборах с 1901 по 1905 год занимал пост министра культуры. На той должности участвовал во внедрении общенациональной системы сельских школ.
В 1905—1908 годах занимал пост главного министра Дании. Одновременно занимал посты министра обороны и министра финансов. Во время его правления женщинам было предоставлено избирательное право на муниципальном уровне. Кроме того, он также стремился решить проблемы оборонной политики. Также он сделал первые шаги по воссоединению с обновлёнными либералами, но не с радикалами.
В результате скандала, связанного с коррупционными деяниями министра юстиции Петера Адлера Алберте, премьер-министр потерял свои позиции, впрочем удержался на посту лидера партии.
В 1908—1909 годах — первый заместитель, в 1912—1913 годах — председатель датского фолькетинга. В 1916—1918 годах был министром без портфеля во втором кабинете Карла Сале. В 1920—1922 годах занимал пост министра по делам церкви.
В 1918—1920 годах являлся председателем правления Датского народного музея, тахт входил в состав ряда согласительных датско-исландских комитетов. С 1925 года был председателем наблюдательного совета Кредитной ассоциации землевладельцев Ютландии.
В последние годы своей жизни занимался проблемой рекультивации заболоченных территорий в Ютландии.